# Jeanne d'Hauteserre
 (janvier 2024).
Jeanne d'Hauteserre, née le 28 juillet 1953 à Haïphong (Indochine française), est une femme politique française. Membre du parti Les Républicains, elle est maire du 8e arrondissement de Paris depuis 2014.

## Biographie
Née en Indochine française d'un père médecin militaire français et d'une mère originaire de Canton, en Chine,, Jeanne d'Hauteserre arrive en France pendant la guerre du Viêt Nam.
Formée au métier de la communication, du marketing et des relations publiques par Jacques Séguéla, Jeanne d'Hauteserre exerce dans différents groupes de presse (Marie Claire, L'Express et France 3), avant d’entrer en politique.[réf. nécessaire]

## Parcours politique

### Débuts
Elle est collaboratrice parlementaire à l'Assemblée nationale auprès du député et président de la Polynésie française, Gaston Flosse et du député Jean Juventin (1993-1995).
De 1995 à 1997, elle travaille au cabinet de Bernard Pons, ministre de l'Aménagement du territoire, de l’Équipement et des Transports en tant que chargée de la communication et des relations presse, et s'installe dans le 8e arrondissement de Paris.
Après la dissolution de 1997, Jeanne d'Hauteserre rejoint Bernard Pons, qui préside l’Association des Amis de Jacques Chirac, pour être chargée des relations presse et des relations avec les élus (1997-2002). Elle est ensuite chargée de mission à la mairie de Paris, au groupe UMP au Conseil de Paris (2003-2007).
Adhérente à l'UMP, Jeanne d'Hauteserre est attachée parlementaire auprès du sénateur René Vestri (2008-2013),,.
En 2008, elle dirige la campagne de François Lebel (candidat dissident contre Pierre Lellouche) lors des élections municipales de 2008, puis conseille Martine Mérigot de Treigny, élue conseillère UMP de Paris, dans ses activités au Conseil de Paris (2008-2013).

### Mandat parisien
En janvier 2014, elle remplace pour les élections municipales de 2014 la tête de liste UMP du 8e arrondissement de Paris, Martine Mérigot de Treigny, et est élue au second tour malgré la concurrence de Charles Beigbeder et les ambitions de Pierre Lellouche, député de la première circonscription de Paris,. Elle prend ainsi la suite de François Lebel, maire de l'arrondissement depuis 1983.
Elle soutient Nicolas Sarkozy pour la primaire présidentielle des Républicains de 2016. Dans l'entre-deux-tours de l'élection présidentielle de 2017 qui oppose Marine Le Pen à Emmanuel Macron, elle annonce qu'elle votera pour le candidat En marche.
Lors du mouvement des Gilets jaunes et de la finale de la Coupe d'Afrique des nations de football 2019, elle réclame « l'interdiction de manifester » dans son arrondissement en raison des dégradations occasionnées lors des rassemblements.
Elle est réélue en 2020, et est épinglée en juin 2022 par l'association anticorruption Anticor pour son refus de transmettre sa déclaration d'intérêt ainsi que sa déclaration de patrimoine, malgré ses engagements en débuts de mandat.